# Centralne Biuro Antykorupcyjne

Logo des CBA

Das Centralne Biuro Antykorupcyjne (CBA; deutsch Zentrales Antikorruptionsbüro) ist eine Sonderbehörde in Polen zur Bekämpfung von Korruption im öffentlichen Sektor und in der Wirtschaft.

## Geschichte
Die Behörde wurde unter der Regierung der Partei Recht und Gerechtigkeit (PiS) per Gesetz vom 23. Januar 2006 geschaffen und rekrutiert seine Mitarbeiter zum großen Teil aus Beamten der Polizei, des Inlandsgeheimdienstes Agencja Bezpieczeństwa Wewnętrznego (Agentur für Innere Sicherheit) und des Centralne Biuro Śledcze (Zentrales Ermittlungsbüro).

## Leiter
Das CBA wurde von Mariusz Kamiński (CBA-Aufbau-Bevollmächtigter vom 6. Juli 2006 bis zum 3. August 2006, Sejm-Abgeordneter der III., IV., V. und VII. Amtszeit) aufgebaut und bis zum 13. Oktober 2009 geleitet. Nach einer kurzen Vakanz übernahm Paweł Wojtunik vom 30. Dezember 2009 bis zum 1. Dezember 2015 das Amt. Seit dem 1. Dezember 2015 war Ernest Bejda der Leiter der Behörde.
Im Jahr 2023 übernahm Agnieszka Kwiatkowska-Gurdak die Behördenleitung. Im Februar 2025 akzeptierte die Regierung Tusk ihren Rücktritt, nachdem es bei einer Befragung vor einem Untersuchungsausschuss zu Meinungsverschiedenheiten kam.

## Mitarbeiter
Das Amt hat etwa 1200 Mitarbeiter und ein Jahresbudget von rund 200 Millionen Złoty (2020).
Für einen CBA-Mitarbeiter wurden 2013 jährlich 113.000 Złoty aufgewendet, für einen Polizisten (Verdienst und Ausstattung) nur 83.000 Złoty. Der Durchschnittslohn der CBA-Beschäftigten betrug 5200 Złoty brutto im Monat.